# Большой Этерикан
Большой Этерикан (якут. Улахан Этэрикээн) — река в России на острове Большой Ляховский из группы Ляховских островов (Новосибирские острова). Названа в честь якута Этерикана, проводившего исследование острова в 1760 году.
Длина реки составляет 111 км. Площадь водосборного бассейна — 1290 км².
Берёт начало на северном склоне горы Хаптагай-Тас и течёт на северо-восток. Высота истока — 140 м над уровнем моря. Впадает в Восточно-Сибирское море, образуя широкое, до 200 м, устье. В 6,2 км от устья принимает воды крупнейшего правого притока, реки Малый Этерикан. Уклон реки — 0,8 м/км.
Русло извилистое. В верхнем течении пересыхает. Некоторые меандры превратились в старицы. Поначалу ширина русла составляет 10 м, после приёма справа притока Субурга-Юрях расширяется до 36 м, около устья — 145 м. Скорость течения — 0,2 м/с. Глубина от 0,4 в верховье до 0,6 в среднем и 1,5 м в нижнем течении. Дно песчаное.
Берега пологие, бывают обрывы высотой 6—7 м. Среднее и нижнее течение заболочено.